# Erdbebensicheres Bauen

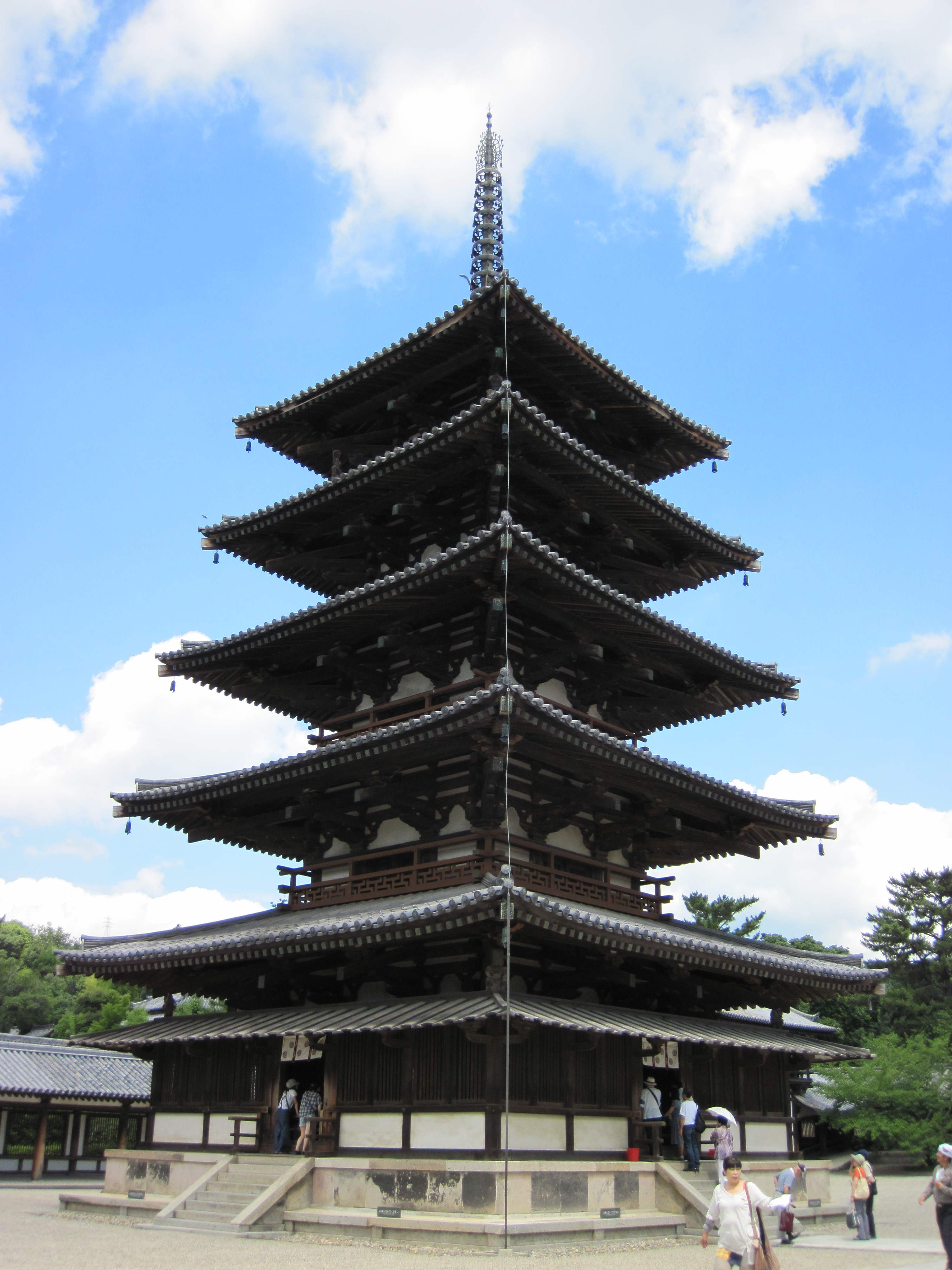
Die Stockwerke von Pagoden, wie die Pagode von Hōryū-ji, schwingen bei Erdbeben, so dass ein Einsturz meist verhindert werden kann

Erdbebensicheres Bauen bezeichnet die gesamten Bemühungen, Bauwerke so auszulegen, auszustatten oder nachzurüsten, dass sie Erdbeben bis zu einer gewissen Stärke überstehen. Dabei unterscheidet man zwei Ansätze.
- Erdbebengerechtes Bauen mit dem Schutzziel, in großen Erdbeben die Fluchtwege offen zu halten
  - Duktiles Tragwerkverhalten per Sollbruchstellen bei Überbelastung
  - Ungeschützte Einbauten
- Erdbebensicheres Bauen mit dem Schutzziel der Ausfallsicherheit
  - Elastisches Tragwerkverhalten per Erdbebenisolation
  - Zerstörungsfreies Reaktionsverhalten der Einbauten

## Normung
Als Bemessungsregeln gelten europaweit seit ihrem Erscheinen die Eurocodes (EC). Die Auslegung von Bauwerken gegen Erdbeben ist in der Normenreihe des Eurocode 8 (EC 8) (Europäische Norm EN 1998-1 bis 6) geregelt. Die von Land zu Land unterschiedlichen Randbedingungen, z. B. die zu erwartenden Erdbebenintensitäten und Bodenbeschleunigungen, werden in den jeweiligen nationalen Anwenderdokumenten festgehalten.

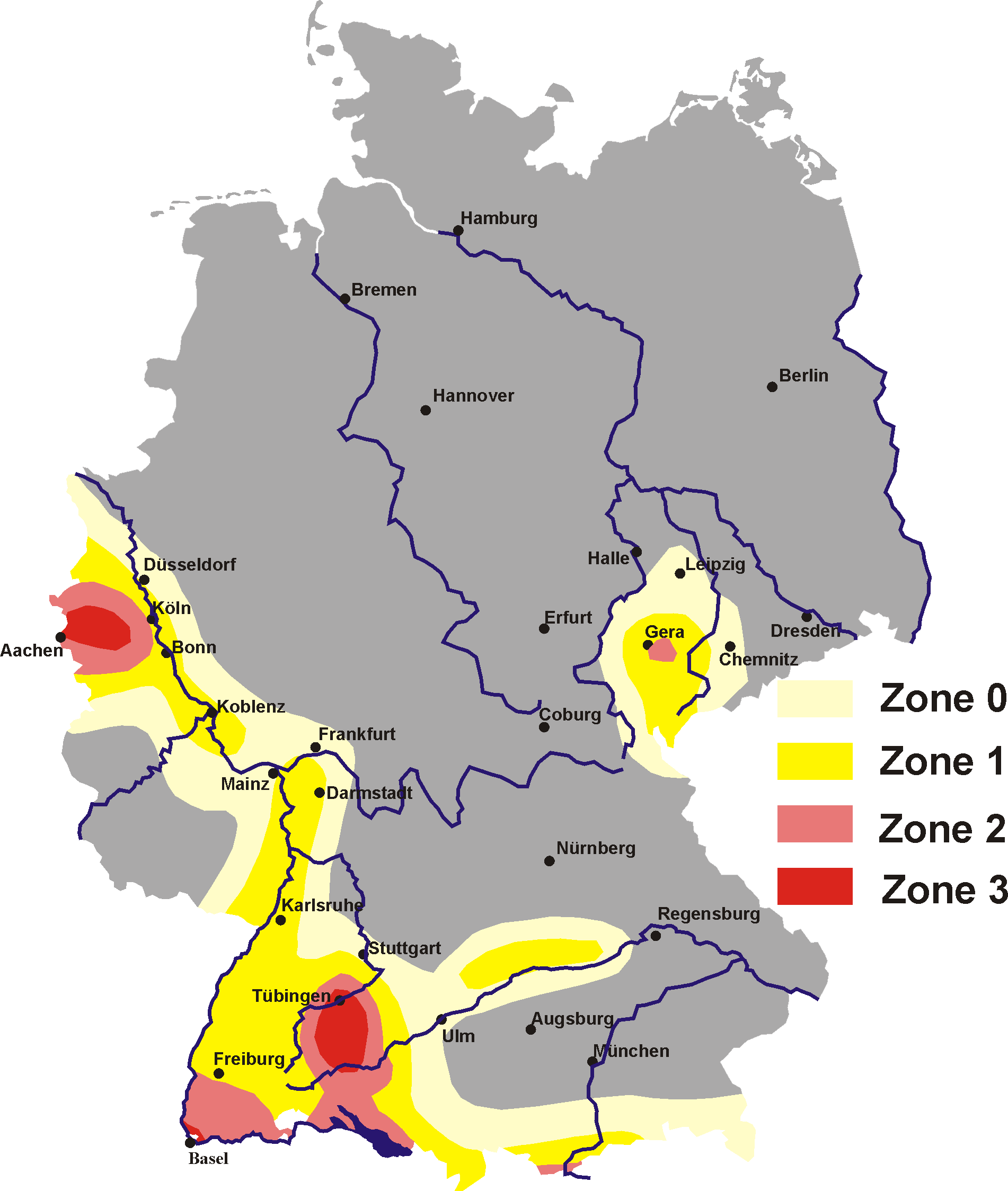
Erdbebenzonen nach Eurocode 8, Teil 1, Nationales Anwenderdokument für Deutschland.

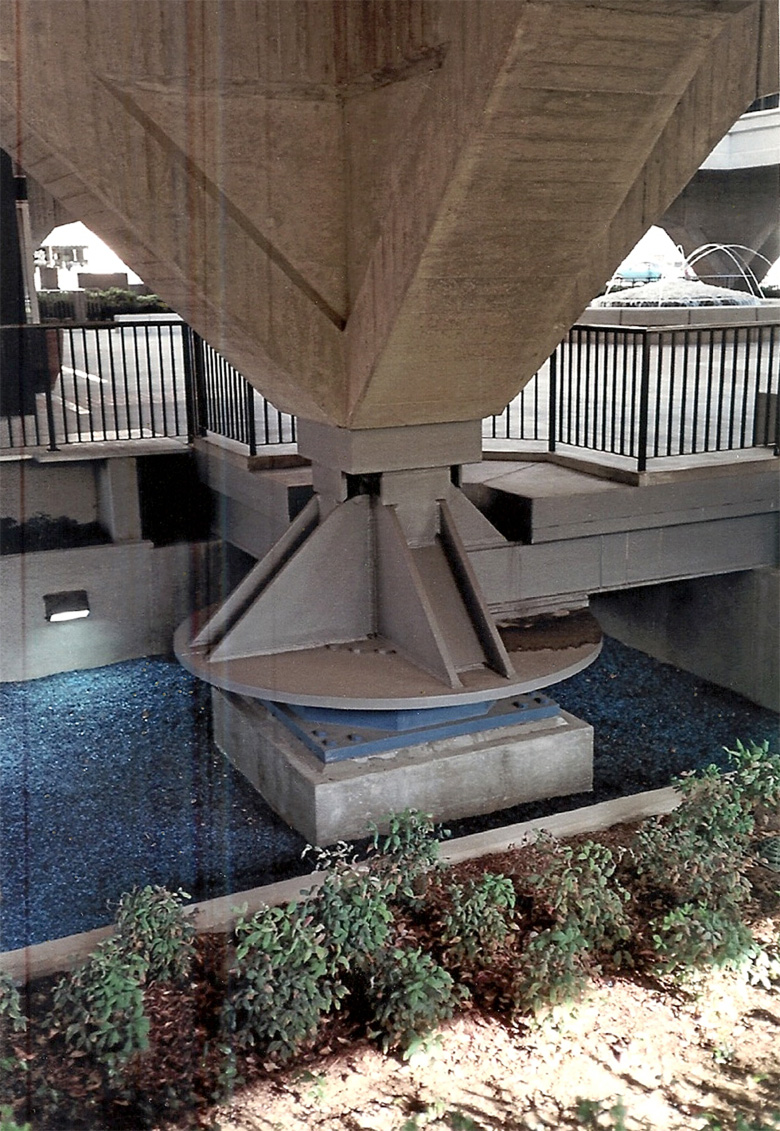
Dämpfende Gummilager unter dem Träger eines öffentlichen Gebäudes in Glendale, Kalifornien

Für Deutschland gilt die übernommene Version des Eurocodes, DIN EN 1998 mit ihren 6 Teilen.
Vorläufer war die DIN-Norm DIN 4149 „Bauten in deutschen Erdbebengebieten – Lastannahmen, Bemessung und Ausführung üblicher Hochbauten“. Bis auf weiteres ist die bereits normativ zurückgezogene Norm DIN 4149:2005 baurechtlich anzuwenden, da der Eurocode 8 nicht in den Listen der bauaufsichtlich eingeführten Technischen Baubestimmungen der Bundesländer steht. Dabei gelten in den einzelnen Bundesländern, je nachdem in welcher Erdbebenzone sich die Grundstücke befinden, unterschiedliche technische Bestimmungen.
Wichtiger Bestandteil der deutschen Ausgabe des Eurocodes ist ein nationales Anwenderdokument. Der Bemessung liegt eine darin enthaltene Erdbebenzonenkarte zugrunde, die auch schon in der DIN 4149 enthalten war. Die in der Karte festgelegten Zonen richten sich nach dem 475-jährlichen Erdbeben, ein Erdbeben mit einer bestimmten Stärke, die in 50 Jahren mit einer Wahrscheinlichkeit von 10 % überschritten wird.
Der Großteil des Bundesgebietes gilt als nicht erdbebengefährdet, das heißt, das im statistischen Mittel einmal in 475 Jahren auftretende Erdbeben weist eine Intensität ≤ 6 auf der Europäischen Makroseismischen Skala (EMS) auf. Die am stärksten gefährdeten Gebiete der Zone 3 (EMS-Intensität I ≥ 7,5) liegen um Basel und Aachen sowie in den Hohenzollernschen Landen. Als an sich gefährdet (einschließlich Zone 0) gelten große Gebiete beiderseits des Rheins, Südwürttemberg, das Donautal bis etwa zur Altmühlmündung sowie das Vogtland und seine weitere Umgebung bis etwa Leipzig und schließlich die Alpen und das nähere Alpenvorland.
Entscheidend für die konkrete Gefährdung am Standort ist darüber hinaus der dortige Untergrund.

## Bauweise
Als förderlich gelten Bauweisen, die bei horizontaler Belastung große Verformungen zulassen und nur mit Vorankündigung (duktil, nicht spröde) versagen. Wird erdbebengerecht konstruiert und ausgeführt, können das u. a. sein:
- Stahlbauten,
- Stahlbetonkonstruktionen in Ortbetonbauweise,
- Stahl–Stahlbeton–Verbundbauweise,
- Holzbauweise,
- Fachwerk.[3]

Zudem wirken folgende Konstruktionsprinzipien günstig auf den Widerstand gegen Erdbebenbelastung:
- statisch überbestimmte Systeme,
- redundante Bauteile,
- symmetrische Grundrisse der Gebäude (insbesondere rund),
- Anordnung vertikal durchlaufender, zentraler Mittelpfeiler,[1]
- horizontale Aussteifungen durch z. B. Schubwände,
- duktile Materialien und Verbindungen,
- möglichst bodennaher Schwerpunkt
- massearme leichte Bauweise

## Seismische Isolation

### Überblick
Die Entkopplung von Bauwerken von ihrem Untergrund, um die Wirkung der Erdbebenwellen auf diese zu verringern, kann durch verschiedene Arten der Lagerung erreicht werden. Das wesentliche Prinzip beruht dabei auf einer Erhöhung der Eigenschwingdauer des Bauwerks gemeinsam mit der Lagerung. Die auftretenden dreidimensional einwirkenden Erdbebenkräfte werden durch eine Verschiebung im Antwortspektrum des Bauwerkes verringert.

### Elastomerlager

#### Große Vollgummilager
Hochelastische zylindrische Elastomerlager wirken in alle Raumrichtungen isolierend und dämpfend. Sie sind bei entsprechender Auslegung zum Schutz gegen die größten Erdbeben geeignet (RSL: Räumlich schwimmende Lagerung).

#### Modifizierte Brückenlager
Diese wirken in horizontaler Richtung (2D; vertikal steif) isolierend und dämpfend. Sie sind bei großer Schubverformungsfähigkeit zum Schutz vor kleineren Erdbeben geeignet (HSL: Horizontal schwimmende Lagerung).

### Bleikernlager
Ein Gummilager enthält dabei zusätzlich einen Bleikern, der durch plastische Verformung dämpfend wirkt und Energie absorbiert.

### Gleitlager
Gleitlager ermöglichen die horizontale Bewegung (2D) des Bauwerks auf dem Untergrund und werden meist in Kombination mit anderen Verfahren der Absorption und Dämpfung eingesetzt.

### Gleitpendellager
Diese Bauwerklager kombinieren verschiedene Verfahren und verwenden eine konkave Gleitplatte. Sie wurden unter anderem beim Akropolismuseum angewendet.
Weiche Bauteile wie eine schwimmende Lagerung oder die Aufhängung einer Hängebrücke sind weitere Möglichkeiten der Lagerung von Bauwerken zur Verringerung der Belastung aus Erdbeben.

### Ablenken der Wellen
Wissenschaftler an der Universität Marseille haben 2009 eine Simulation entwickelt, die nahelegt, dass Rayleigh-Wellen durch Ringe aus ausgewählten Materialien, die in  konzentrischen Kreisen um Gebäude herum verbaut werden, die Erdbebenwellen ableiten können und so die Gebäude im Zentrum der Anlage geschützt würden.
Eine praktische Anwendung ist dafür aber nicht absehbar.

## Schwingungsverhalten und Schwingungstilger
Bei der Planung moderner Gebäude, orientiert man sich zunehmend an historischen Gebäudetypen, die sich als besonders erbebenresistent erwiesen haben. So zeigen Japanische Pagoden bei Erdbeben ein Schwingungsmuster (auch Schlangentanz genannt) um den zentralen Mittelpfeiler, durch das die Erschütterungen abgefedert werden, da sich jedes „Stockwerk“ in eine entgegengesetzte Richtung bewegt. Außerdem werden Schwingungen bei Pagoden und anderen traditionellen Holzbauten dadurch abgebremst, dass die einzelnen Balken nicht genagelt, sondern in einander gesteckt und verkeilt sind, was zusätzliche Beweglichkeit ermöglicht.

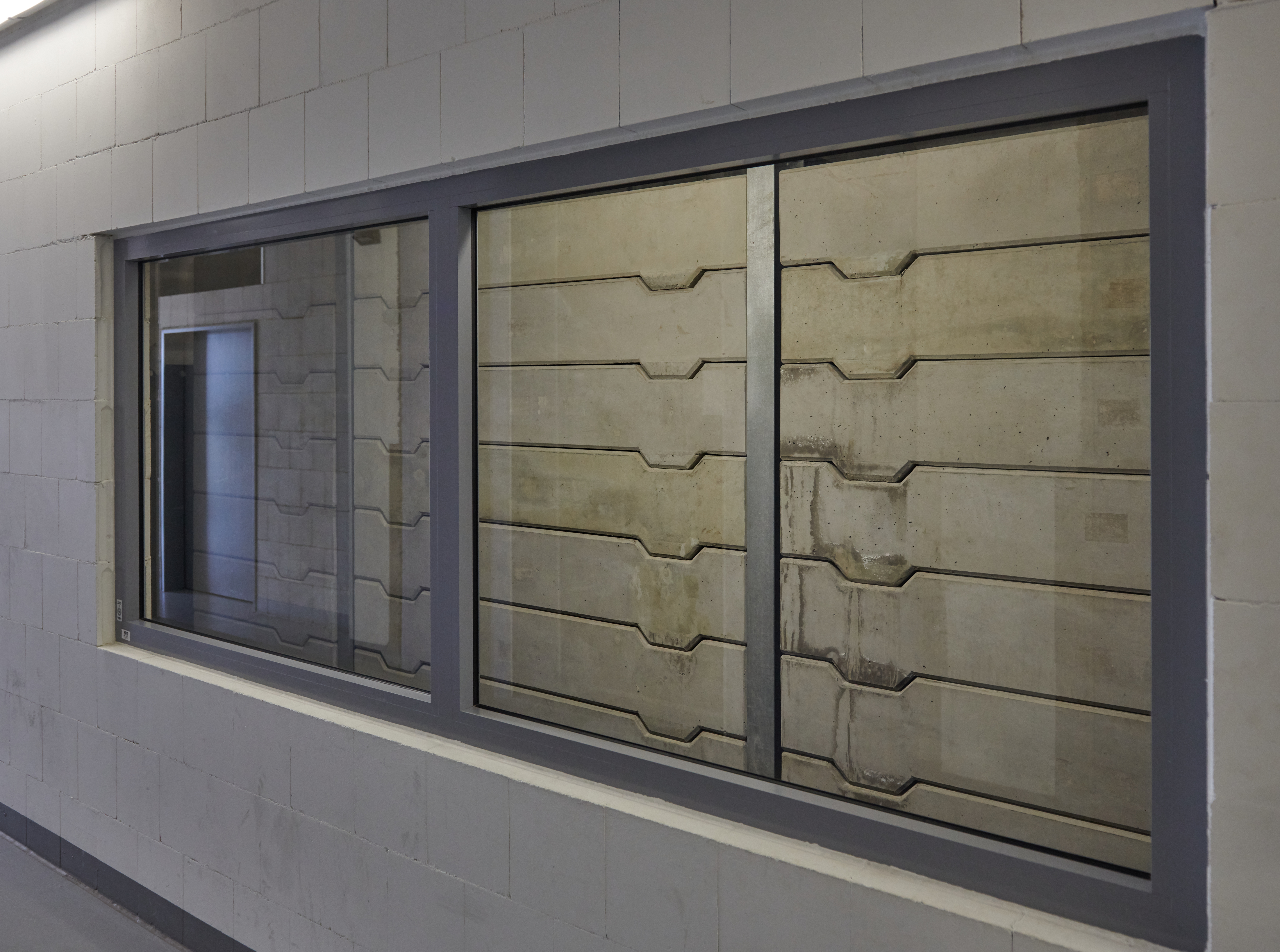
Schwingungstilger im TK-Elevator-Testturm

Besonders bei Hochhäusern kommen Schwingungstilger (Schwingungspendel) zum Einsatz. Ihre Aufgabe ist es, bei einem Erdbeben die auftretende Schwingungsenergie aufzunehmen und dadurch ein Schwingen des eigentlichen Gebäudes zu verhindern. Solche Systeme können als aktive, passive oder Hybridsysteme ausgelegt sein und finden sich beispielsweise im John Hancock Tower in Boston oder dem australischen Sydney Tower.
Konstruktiv handelt es sich bei solchen Systemen um eine große Masse, teilweise mehrerer hundert Tonnen, die gleitend gelagert oder als Pendel freischwingend im oberen Teil eines Hochhauses eingebaut werden und die eingetragene vertikale Energie aufnehmen und abbauen, ohne dass das eigentliche Tragwerk damit belastet wird. In der Regel werden zusätzlich Dämpfersysteme in diese Konstruktionen integriert, um Resonanzeffekte und zu große Bewegungen zu verhindern.

## Besondere Gebäude
Die Nuklearkatastrophe von Fukushima seit März 2011 lenkte weltweit das Augenmerk darauf, dass Kernkraftwerke nicht jedem Beben trotzen können und dass sie trotz ihrer teilweise massiven Bauweise von Flutwellen erheblich beschädigt werden können.
Nach dem verheerenden Erdbeben von Kōbe 1995, bei dem mehr als 6400 Menschen starben, wurden in Japan die Vorschriften verschärft. Seitdem gebaute Reaktoren müssen mindestens Erdstößen der Richter-Magnitude M 7,75 standhalten können; in besonders gefährdeten Regionen sogar Beben bis M 8,25. Das Tōhoku-Erdbeben von 2011 hatte allerdings eine Momenten-Magnitude von M 9,0.
- Das zeigt auf, dass Richter-Magnituden (als Maß für die freigesetzte Wellenenergie) und Zerstörungsintensitäten gemäß der Mercalli-Sieberg-Skala (als Maß für das globale Ausmaß der Zerstörungen) nicht repräsentativ sein müssen für die konkrete Zerstörungswirkung am einzelnen Bauwerk.
- Für die Zerstörungswirkung am einzelnen Bauwerk repräsentativ sind drei Größen.
  - Seismische Kennwerte (3D) am Felshorizont des Standorts: Kennwerte für die 3-dimensional wirkenden Erdbebenwellen (größte Beschleunigung, Geschwindigkeit, Verschiebung – Erdbebentyp – Dauer der Intensivbewegung)
  - Allfällige Verstärkung bei lockerem Boden zwischen dem Felshorizont und dem Fundament („Baugrund“)
  - Erdbebenexposition (von einer vollen bis zu keiner Exposition infolge lokaler Wellenmuster)
- Beim Tōhoku-Erdbeben (Seebeben verantwortlich für die Super-GAUs an drei AKWs in Fukushima, Japan) „verschluckte“ ein Seegraben ca. 130 km außerhalb tatsächlich einen erheblichen Anteil der Wellenenergie, bevor sie das Festland erreichte.

In Kalifornien stehen (Stand November 2011) zwei alte Kernkraftwerke an exponierten Standorten, die im Zusammenhang mit dem Thema Erdbebensicherheit oft erwähnt werden: das Kernkraftwerk San Onofre (seit 1968 und mittlerweile stillgelegt) und das Kernkraftwerk Diablo Canyon (seit 1984/1985). Letzteres liegt 3 km entfernt von einer Erdbebenspalte (die man während des Baus entdeckte); beide liegen in der Nähe der San-Andreas-Verwerfung.